# UFC 62
UFC 62: Liddell vs. Sobral foi evento de artes marciais mistas promovido pelo Ultimate Fighting Championship, ocorrido em 26 de agosto de 2006 no Mandalay Bay Events Center em Las Vegas, Nevada. A luta principal foi entre Chuck Liddell e Renato Sobral, pelo Cinturão Meio Pesado do UFC. Neste evento também teve a revanche dos finalistas do TUF 1 Forrest Griffin e Stephan Bonnar.

## Resultados
Nota 1 Pelo Cinturão Meio-Pesado do UFC.

Nota 2 Bonnar testou positivo para boldenona, um anabolizante proibido, e recebeu uma suspensão de nove meses e U$5 000.

## Bônus da Noite
- Luta da Noite:  Hermes Franca vs.  Jamie Varner
- Nocaute da Noite:  Chuck Liddell
- Finalização da Noite:  Nick Diaz

## Ligações Externas
- Página oficial do UFC 62

1. ↑  Nota 1
2. ↑  Nota 2